# Cantó de Neufchâtel-sur-Aisne
El cantó de Neufchâtel-sur-Aisne és un cantó francès del departament de l'Aisne, situat al districte de Laon. Té 28 municipis i el cap és Neufchâtel-sur-Aisne.

## Municipis
- Aguilcourt
- Amifontaine
- Berry-au-Bac
- Bertricourt
- Bouffignereux
- Chaudardes
- Concevreux
- Condé-sur-Suippe
- Évergnicourt
- Gernicourt
- Guignicourt
- Guyencourt
- Juvincourt-et-Damary
- Lor
- Maizy
- La Malmaison
- Menneville
- Meurival
- Muscourt
- Neufchâtel-sur-Aisne
- Orainville
- Pignicourt
- Pontavert
- Prouvais
- Proviseux-et-Plesnoy
- Roucy
- Variscourt
- La Ville-aux-Bois-lès-Pontavert

## Història
| Data d'elecció                           | Identitat          | Partit        | Qualitat |
| ---------------------------------------- | ------------------ | ------------- | -------- |
| 1945-1949                                | Léon Grandvalet    | SFIO          |          |
| 1949-1955                                | M. Loilier         | Divers droite |          |
| 1955-1961                                | Henri Bouzy        | SFIO          |          |
| 1961-1973                                | M. Calais          | CD            |          |
| 1973-1985                                | M. Macadré         | PS            |          |
| 1985-2004                                | Jean Thouraud      | Divers droite |          |
| 2004-                                    | Philippe Timmerman | Divers droite |          |
| les dades anteriors no són pas conegudes |                    |               |          |
|                                          |                    |               |          |

## Demografia
| A partir de 1990: Població sense dobles comptes |